# Cailloux-sur-Fontaines
Cailloux-sur-Fontaines är en kommun i departementet Rhône i regionen Auvergne-Rhône-Alpes i östra Frankrike. Kommunen ligger i kantonen Neuville-sur-Saône som tillhör arrondissementet Lyon. År 2022 hade Cailloux-sur-Fontaines 2 951 invånare.

## Befolkningsutveckling
Antalet invånare i kommunen Cailloux-sur-Fontaines
| Referens: INSEE |